# Rana aurata
Rana aurata é uma espécie de anfíbio da família Ranidae.
É endémica da Nova Guiné Ocidental na Indonésia.
Os seus habitats naturais são: florestas subtropicais ou tropicais húmidas de baixa altitude, rios, marismas de água doce, jardins rurais e florestas secundárias altamente degradadas.